# Vườn quốc gia Sagarmatha
Vườn quốc gia Sagarmāthā là một vườn quốc gia nằm trên khu vực dãy núi Himalaya, phía đông Nepal, nơi được chi phối bởi đỉnh Everest cao nhất thế giới. Vườn quốc gia có diện tích 1.148 km2 (443 dặm vuông Anh) nằm trong khu vực huyện Solukhumbu, với độ cao dao động từ 2.845 đến 8.848 m (9.334 đến 29.029 ft) tại định Everest. Ở phía bắc, nó có chung đường biên giới quốc tế với Khu bảo tồn thiên nhiên Chomolungma của Tây Tạng. Phía đông, nó tiếp giáp với vườn quốc gia Makalu Barun, còn phía nam nó kéo dài đến sông Dudh Koshi. Vườn quốc gia là một phần của Cảnh quan thiêng liêng Himalaya bao gồm một số vườn quốc gia ở phía đông dãy núi Himalaya thuộc Nepal và Ấn Độ.
Sagarmāthā là một từ trong tiếng Nepal có nguồn gốc từ "सगर्" (sagar) có nghĩa là "bầu trời" và "माथा" (māthā) có nghĩa là "đầu". Vườn quốc gia là một vùng chim quan trọng được công nhận bởi BirdLife International, đồng thời là một Di sản thế giới được UNESCO công nhận từ năm 1979.

## Lịch sử
Vườn quốc gia được thành lập vào năm 1976. Đến năm 1979, nó trở thành vườn quốc gia và địa điểm tự nhiên đầu tiên của Nepal được công nhận Di sản thế giới. Tháng 1 năm 2002, một vùng đệm có diện tích 275 km2 (106 dặm vuông Anh) được thêm vào, có nhiệm vụ bảo tồn rừng, động vật hoang dã và tài nguyên văn hóa, sau đó mới đến bảo tồn các nguồn tài nguyên thiên nhiên khác và phát triển năng lượng thay thế.
Du lịch tại đây bắt đầu vào những năm 1960. Năm 2003, khoảng 19.000 khách du lịch đã đến thăm vườn quốc gia. Tính đến năm 2005, khoảng 3.500 người Sherpa bản địa sống trong các ngôi làng và các khu định cư theo mùa nằm dọc theo những con đường du lịch chính. Trung tâm du khách của vườn quốc gia nằm trên đỉnh một ngọn đồi của thị trấn Namche Bazaar, nơi có một lực lượng quân đội Nepal đóng quân để bảo vệ vườn quốc gia. Lối vào phía nam của vườn quốc gia cách Monzo vài trăm mét về phía bắc tại độ cao 2.835 m (9.301 ft), có thể đến được bằng một chuyến đi bộ kéo dài một ngày từ Lukla.

## Cảnh quan
Vườn quốc gia bao gồm các lưu vực thượng lưu của sông Dudh Kosi, lưu vực sông Bhotekoshi và hệ thống các hồ Gokyo. Phần lớn diện tích vườn quốc gia là địa hình đồi núi gồ ghề và các hẻm núi sâu của dãy Himalaya dao động từ độ cao 2.845 m (9.334 ft) ở Monjo cho đến nóc nhà của thế giới, đỉnh Sagarmatha (Everest) cao 8.848 m (29.029 ft) so với mực nước biển. Các đỉnh núi đáng chú ý khác cao trên 6.000 m (20.000 ft) là Lhotse, Cho Oyu, Thamserku, Nuptse, Amadablam và Pumori. Đất đá cằn cỗi trên 5.000 m (16.000 ft) chiếm đến 69% diện tích, 28% là đất chăn thả và 3% còn lại là đất rừng. Các vùng sinh thái bao gồm một vùng rừng ôn đới, một vùng sinh phụ núi cao ở độ cao trên 3.000 m (9.800 ft) và lãnh nguyên núi cao trên 4.000 m (13.000 ft) tạo thành vùng giới hạn cao nhất sự phát triển của các thảm thực vật bởi vì trên đó là vùng băng tuyết lạnh lẽo từ độ cao 5.000 m (16.000 ft).

## Thảm thực vật
Ở những khu vực thấp nhất của vườn quốc gia bị chi phối bởi những cây thông và thiết sam. Từ độ cao 3.500 m (11.500 ft) trở lên là những khu vực rừng thấp, các loài thực vật đáng chú ý có mặt bao gồm bạch dương, bách xù, thông trắng Himalaya, lãnh sam, tre và rất nhiều màu sắc của các loài đỗ quyên. Trên khu vực này, thảm thực vật có kích thước lùn hoặc là những cây bụi. Khi độ cao tăng dần, các loài thực vật bị hạn chế và dần thay thế bởi địa y và rêu. Thực vật ngừng phát triển ở độ cao khoảng 5.750 m (18.860 ft) bởi vành đai băng tuyết vĩnh cửu của dãy Himalaya.

## Động vật
Những khu rừng thấp là môi trường sống quan trọng của ít nhất 118 loài chim, đáng chú ý nhất là trĩ Himalaya, gà lôi huyết, quạ mỏ đỏ, quạ mỏ vàng. Đây cũng là nơi sinh sống của một số loài động vật có vú quý hiếm gồm hươu xạ, báo tuyết, gấu đen Himalaya, gấu trúc đỏ, dê núi sừng ngắn Himalaya, khỉ ngón cái ngắn, chồn mactet và sói Himalaya.
Nhiệt độ và lượng khí oxy giảm dần theo độ cao, do đó các loài sống ở khu vực núi cao phải thích nghi với môi trường sống lạnh giá và ít oxy. Chúng có lớp da và lông dày hơn để giữ nhiệt cơ thể. Số khác thì tiến hóa rút ngắn tay chân để tránh mất nhiệt. Gấu đen Himalaya rơi vào trạng thái ngủ đông trong các hang động ấm áp hơn khi mùa đông cực kỳ khan hiếm thức ăn.